# Округ Панола (Мисисипи)
Округ Панола (енгл. Panola County) је округ у америчкој савезној држави Мисисипи.

## Демографија
По попису из 2010. године број становника је 34.707, што је 433 (1,3%) становника више него 2000. године.
| Група             | 2000.          | 2010.          |
| Белци             | 17.191 (50,2%) | 16.981 (48,9%) |
| Афроамериканци    | 16.575 (48,4%) | 16.875 (48,6%) |
| Азијати           | 63 (0,2%)      | 68 (0,2%)      |
| Хиспаноамериканци | 384 (1,1%)     | 494 (1,4%)     |
| Укупно            | 34.274         | 34.707         |